# IHeartRadio Music Award al miglior duo/gruppo dell'anno

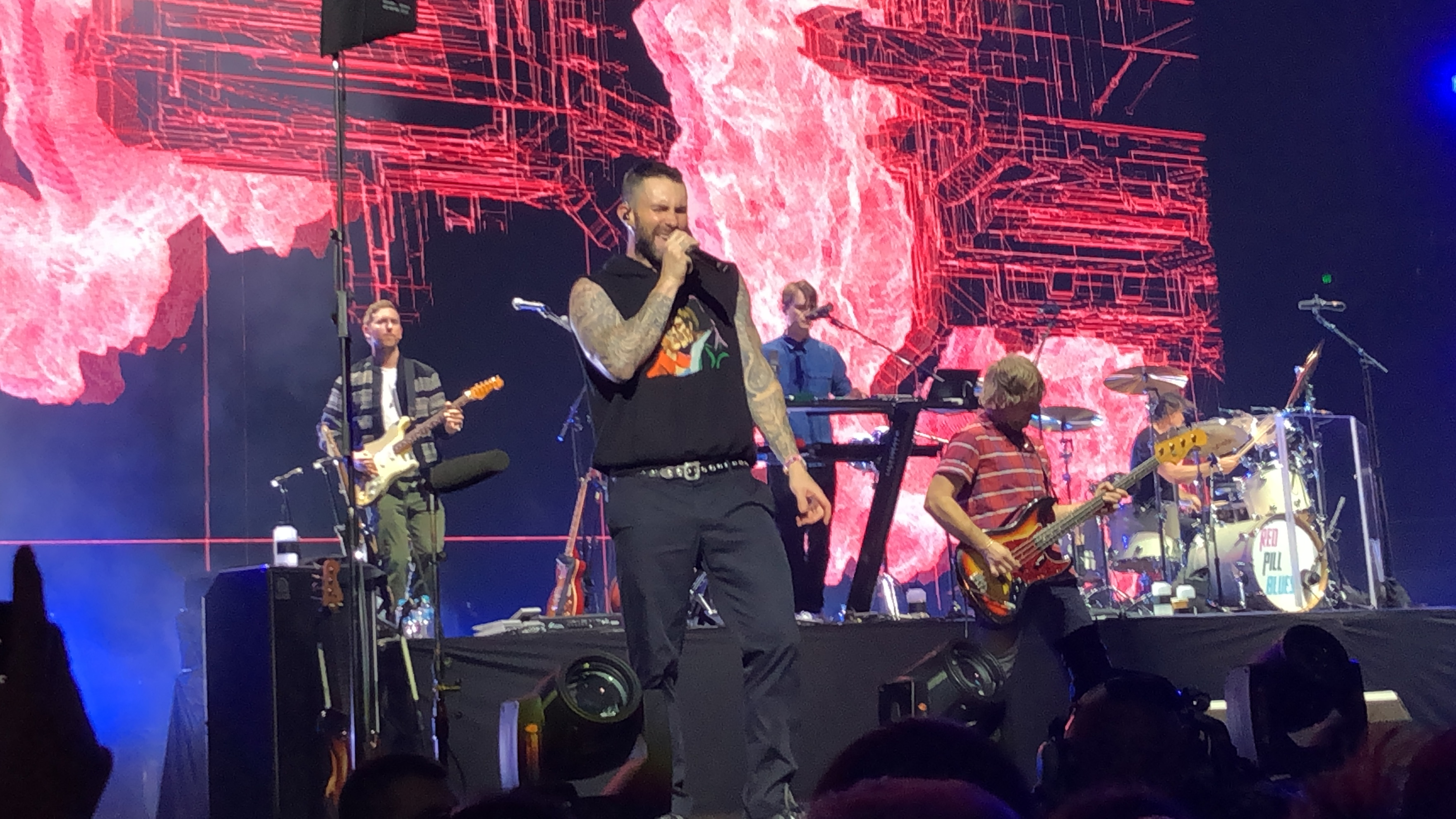
I Maroon 5 sono gli artisti più premiati e con più candidature nella categoria Miglior duo/gruppo dell'anno.

L'iHeartRadio Music Award al miglior duo/gruppo dell'anno (iHeartRadio Music Award for Best Duo/Group of the Year) è un premio assegnato annualmente a partire dal 2016 nell'ambito degli iHeartRadio Music Awards. Il premio è stato assegnato per la prima volta ai Maroon 5 nel 2016 in occasione della III edizione della cerimonia.
I Maroon 5, con due vittorie e sei candidature, è il gruppo più premiato e più candidato in questa categoria.

## Vincitori e candidati
I vincitori sono elencati al primo posto e evidenziati in grassetto.

### Anni 2010
- 2016[2]
  - Maroon 5
  - Fall Out Boy
  - One Direction
  - Walk the Moon
  - Zac Brown Band
- 2017[3]
  - Twenty One Pilots
  - The Chainsmokers
  - Coldplay
  - DNCE
  - Florida Georgia Line
- 2018[4]
  - Maroon 5
  - The Chainsmokers
  - Imagine Dragons
  - Migos
  - Portugal. The Man
- 2019[5]
  - 5 Seconds of Summer
  - Imagine Dragons
  - Maroon 5
  - Panic! at the Disco
  - Twenty One Pilots

### Anni 2020
- 2020[6]
  - Jonas Brothers
  - Dan + Shay
  - Imagine Dragons
  - Maroon 5
  - Panic! at the Disco
- 2021[7]
  - Dan + Shay
  - BTS
  - Jonas Brothers
  - Maroon 5
  - Twenty One Pilots
- 2022[8]
  - Silk Sonic
  - AJR
  - BTS
  - Dan + Shay
  - Maroon 5
- 2023[9]
  - Imagine Dragons
  - AJR
  - Black Eyed Peas
  - Blackpink
  - Silk Sonic
  - Glass Animals
  - Måneskin
  - OneRepublic
  - Parmalee
  - Red Hot Chili Peppers
- 2024[10]
  - OneRepublic
  - (G)I-dle
  - Blink-182
  - Dan + Shay
  - Fall Out Boy
  - Foo Fighters
  - Jonas Brothers
  - Måneskin
  - Paramore
  - Parmalee
- 2025: categoria non presente[11]

## Primati

### Vittorie
- Maroon 5 – 2 vittorie

### Nomination
- Maroon 5 – 6 nomination
- Imagine Dragons e Dan + Shay – 4 nomination
- Jonas Brothers e Twenty One Pilots – 4 nomination